# Замкова церква Воскресіння Господнього (Батурин)
За́мкова це́рква Воскресі́ння Госпо́днього — відтворений 2008 року дерев'яний храм Батуринської Цитаделі.

## Історія
Збудована у XVII столітті.
Перша писемна згадка про дерев'яну церкву у замку відноситься до кінця 1680-х рр. В історіографії усталилася думка, що батуринська замкова церква була освячена в честь Воскресіння Господнього. Непрямі свідчення цього дослідники вбачають у ктиторському написі на дзвоні «Голуб», відлитому коштом І. Мазепи в 1699 р. для Батуринської Воскресенської церкви та матеріалах Бендерської комісії по смерті Мазепи, де переписані фундації гетьмана.
Ця дерев'яна церква припинила своє існування 2 (13) листопада 1708 р., в результаті зруйнування Батурина російським військом на чолі з О.Меншиковим
Відтворена в 2008 в рамках заходів по відзначенню 300-ї річниці Батуринської трагедії. Позаяк відомостей про первісний вигляд церкви в історичних джерелах не збереглося, храм збудовано за зразком православних українських церков XVII століття львівськими майстрами за сприяння Харківської облдержадміністрації. Готову конструкцію привезено в Батурин і зібрано на місці.
14 листопада 2008 року, в день освячення церкви, у її підземній крипті перепоховано останки жертв Батуринської трагедії.